# Parque Estadual Mãe Bonifácia
O Parque Estadual Mãe Bonifácia, também conhecido popularmente como parque Mãe Bonifácia é um parque estadual urbano no município brasileiro de Cuiabá, capital do estado de Mato Grosso. Inaugurado em dezembro de 2000 está localizado na Avenida Miguel Sutil em uma área de 77 hectares. O parque possui cinco trilhas e cinco postos com equipamentos de ginástica, mirante, centro de educação ambiental e praça cívica.
Além das atrações naturais, naquela Unidade de Conservação estão disponíveis para uso gratuito da população aparelhos especiais para atividades físicas e trilhas de asfalto ou areia para caminhadas. Algumas empresas, ONGs e entidades públicas eventualmente promovem atividades sociais não impactantes ao meio ambiente. No local, pode-se ver a vegetação típica do cerrado, especialmente na época de florada, que ocorre por volta de agosto. Os visitantes também podem ver parte da fauna do cerrado, como saguis, cutias, gambás, cobras e aves de diversos tipos, em seu habitat natural, as árvores ou mesmo cruzando as trilhas do parque.
Mãe Bonifácia

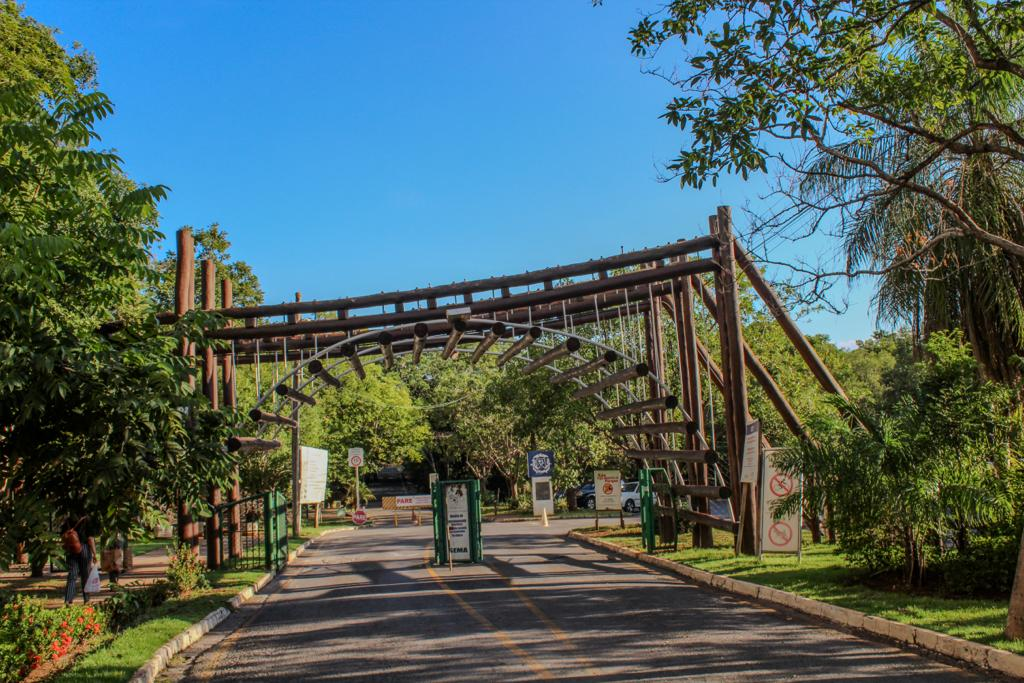
Entrada do Parque Mãe Bonifácia.

O ponto de partida para escrever sobre essa personalidade histórica é ter sido negra, e ter residido na região onde está instalado o parque, distante 15 km do centro urbano. O pouco que se sabe é confuso. Alguns a tem como curandeira e controladora do acesso a um quilombo (a área era habitada por quilombolas). Porém, alguns cronistas, como Francisco Alexandre Ferreira Mendes relata que Mãe Bonifácia nunca foi escrava, vivendo da venda e ensino de renda de bilros, e também da venda de hortaliças. A sua casa, considerada uma boa edificação para sua condição social, foi construída próxima a uma várzea, num desaguadouro do Córrego do Caixão. O nome do córrego, na rua Cursino Amarante foi canalizado entre 1978/79, e tem esse nome porque garimpeiros cavaram um retângulo em forma de caixa perto da nascente, e com as enxurradas ampliou esse buraco, virando um "caixão". O Córrego do Caixão recebia águas do Córrego do Vicente, que não existe mais. 

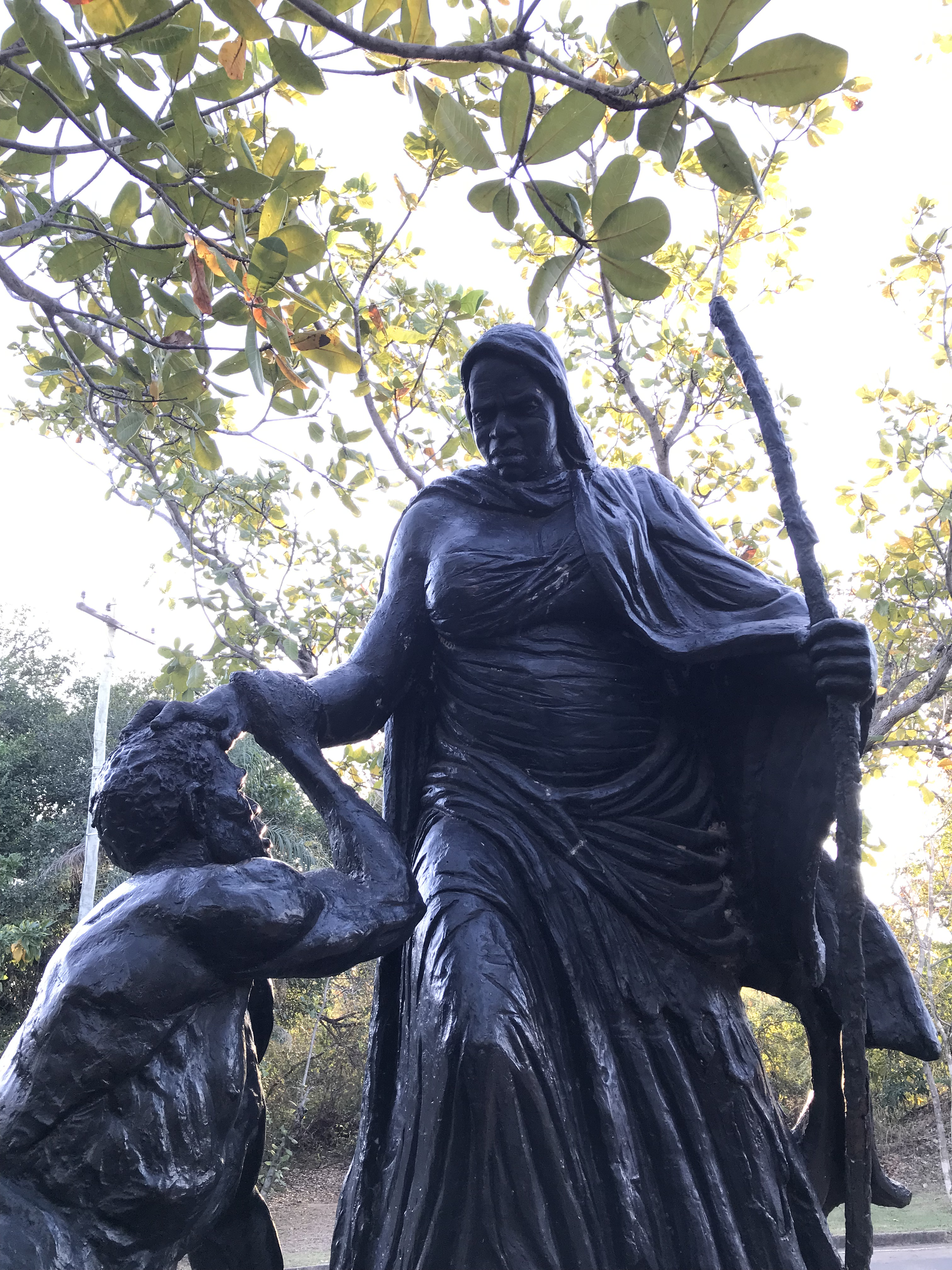
Estátua em homenagem à mãe Bonifácia, localizada dentro do parque

Após a retomada de Corumbá, em posse dos paraguaios, em 13/06/1867, os soldados retornaram para Cuiabá, e, com eles, a varíola. O governador Couto de Magalhães estabeleceu em 18/07/1867 dois postos de isolamento, sendo um na região do Coxipó do Ouro, e outro na casa da envelhecida, e já conhecida, Mãe Bonifácia, que também estava com varíola. Ela então procurou ajuda médica, porém, acabou morrendo. Ignorada, acabou enterrada como toda as demais vítimas da epidemia, anonimamente. Muitos anos após a sua morte, surgiu o boato de que ao ir para a cidade, ela havia colocado todos os seus bens, joias, pedras preciosas e ouro, em um caldeirão de ferro e enterrado em algum lugar onde morava, onde hoje é o parque, entre os bairros Quilombo e Duque de Caxias.

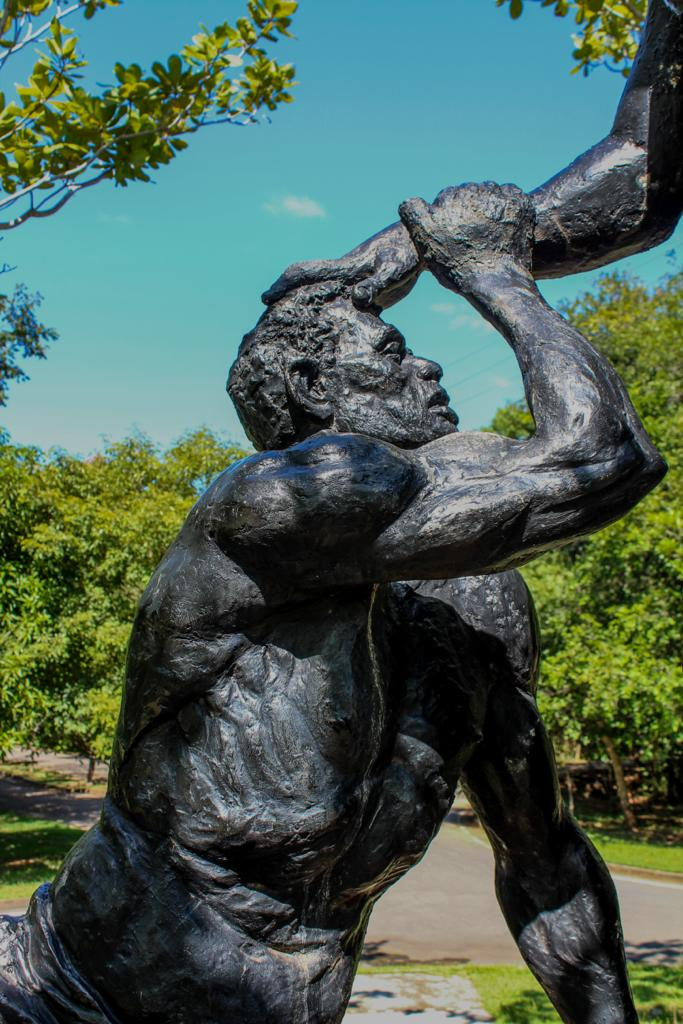

Anos mais tarde, em 1883, o governador Manuel de Almeida Lobo d'Eça, o Barão de Batovi, mandou construir ao lado dos escombros da casa da Mãe Bonifácia, um paiol para armazenar a pólvora produzida na fábrica do Coxipó do Ouro. O local passou a ser conhecido como "Paiol de Pólvora do Córrego Mãe Bonifácia". Para se chegar do paiol ao atual 44º Batalhão se usava a "Estrada Mãe Bonifácia". A estrada hoje se chama rua coronel Otiles Moreira, ex-comandante do batalhão, morto em desastre aéreo em 1972. A região acabou se urbanizando e se chamava "Bairro Mãe Bonifácia", porém o seu nome, bem como de vários outros bairros da Capital, eram considerados depreciativos, ou motivo de deboches por visitantes, e, então se mudou o nome para Bairro Duque de Caxias.
O tempo também apagou a história do paiol. Havia uma via de acesso paralela chamada "Estrada do Paiol". Usado como depósito público, porque comerciantes ou particulares não poderiam armazenar pólvora no centro da cidade, o paiol explodiu na manhã de 15/04/1937. Naquele dia, o capitão Guaracy de Lima Daimon e o tenente João Batista de Moraes, determinaram ao soldado Luiz Calliope de Lacerda que jogasse fora a pólvora velha do único barril do paiol. O acidente ocorreu quando o soldado usou talhadeira e martelo para abrir o barril.